# Sista släden till Dawson
Sista släden till Dawson (originaltitel: Last sled to Dawson) först publicerad: Uncle Scrooge Adventures 5, USA, 1988. kod: AR 113
Sista släden till Dawson är den första Klondike-serien som Don Rosa skapat. Det börjar med att farbror Joakim får ett telegram från sin bank i Whitehorse som var det första företaget som Joakim ägde. Han börjar dagdrömma om tiden i Klondike år 1899, den dagen han tjänade ihop sin första miljon:
Den unge Joakim ska besöka sin inmutning vid Ångestfloden en sista gång och sedan åka vidare till Dawson. Men på vägen förlorar han sin fullastade släde ner i en glaciärspricka. Han borrar ner sitt gevär i isen som riktmärke, för att någon gång återvända dit. Han hamnar i Whitehorse där han köper banken och ber dem hålla koll på glaciären, men skurken Kufe Knyck förstår att det finns något mycket värdefullt på släden och han bestämmer sig för att någon gång ta reda på vad det är. 
Sedan vaknar Joakim från sin dagdröm och då kommer Kalle Anka med Knattarna. De bestämmer sig för att åka till Klondike. Äventyret kan börja.